# رايات الحق (مسلسل)
رايات الحق مسلسل تاريخي من تأليف محمود عبد الكريم وإخراج محمد دوايمة يتناول المسلسل أهم الأحداث في فترات التاريخ العربي الإسلامي والثقافة الدينية والسياسية والعقلانية في الدين الإسلامي، حيث يروي كيف تم التوجه إلى الناس واقناعهم بقوانين الدين الذي وحد العالم، ورصد العقبات التي واجهها الإسلام والخلفاء الراشدون في نشر الدين الإسلامي الحنيف أثناء الفتوح العربية الإسلامية لبلاد الشام والعراق ومصر.

## الممثلون
| - النجم أيمن زيدان في دور مسيلمة الكذاب - النجم العربي غسان مسعود في دور أبو عبيدة بن الجراح - حضور خاص النجم باسم ياخور في دور القعقاع بن عمرو التميمي - من الأردن ياسر المصري في دور خالد بن الوليد - من لبنان بيير داغر في دور ضرار بن الأزور - مع الفنان القدير أسعد فضة في دور جبلة بن الأيهم - الفنان القدير عبد الرحمن أبو القاسم في دور عبد الرحمن بن عوف - والفنانة رنا أبيض في دور أم عمارة - بطولة: - نجاح سفكوني في دور الرجال بن عنفوة الحنفي - محمد حداقي في دور الزبير بن العوام - مروان أبو شاهين في دور عمرو بن العاص - شادي مقرش في دور زيد بن ثابت - جابر جوخدارفي دور أنس بن مالك - علي القاسم في دور عبد الله بن مسعود - علاء قاسم في دور رستم - أمجد الحسين في دور أبو الليث الحنفي - قصي قدسية في دور شرحبيل بن حسنة - رائد مشرف في دور محكم بن الطفيل الحنفي - علي صطوف في دور سلمان الفارسي - محمود نصر في دور أسامة بن زيد - جلال الطويل في دور أبو قتادة الأنصاري - عدنان عبد الجليل في دور حسان بن ثابت - محمد الأحمد في دور سلمة بن عمير - أدهم مرشد في دور أبو لؤلؤة المجوسي - محمد رافع في دور معاذ بن جبل - من السودان: - مكي سنادة في دور بلال بن رباح - أحمد اسماعيل في دور أبو ذر الغفاري - سهام عمر الحاج في دور خولة بنت جعفر الحنفية - رشا الرشيد في دور هند بنت عتبة - من الأردن: - عاكف نجم في دور سعد بن أبي وقاص - مرام محمد في دور سلمى بنت حفصة - من العراق: - جواد الشكرجي في دور مجاعة بن مرارة - من تونس: - سامية العياري في دور سجاح بنت الحارث - بالإشتراك مع: - تيسير إدريس في دور المثنى بن حارثة الشيباني - علي كريم في دور طليحة بن خويلد الأسدي - سعد مينا في دور يزدجرد الثالث - عبد الحكيم قطيفان في دور العباس بن عبد المطلب - جهاد عبدو في دور هرقل - مع: - جيني إسبر في دور ليلى بنت المنهال - عبير شمس الدين في دور أسماء بنت عميس - سوسن ميخائيل في دور الخناس أم الليث - رباب كنعان في دور عاتكة بنت زيد - رنا شميس في دور أسماء بنت أبي بكر - ضيوف المسلسل: - خالد القيش في دور مالك بن نويرة - رندة مرعشلي في دور مارتينا - بسام داود في دور الأرطبون - شارك في البطولة: - مجد فضة في دور رافع بن حارث القضاعي - فاروق الجمعات في دور سهيل بن عمرو - جمال نصار في دور عيينة بن حصن - منذر فارس - نضير لكود في دور أبو سفيان بن حرب - يحيى بيازي في دور جورجيوس - رامز الأسود في دور فردان - حازم حداد - جهاد عبيد في دور عدي بن حاتم الطائي - مازن عباس في دور أسلم مولى عمر - محمد زرزور في دور عكرمة بن أبي جهل - مالك محمد في دور أبو دجانة - زينة ظروف في دور نوار زوجة طليحة الأسدي - فادي وفائي في دور يزيد بن أبي سفيان - فايز أبو دان في دور توماس - فاتح سلمان في دور عبد الله بن عمر بن الخطاب - هبة نور في دور بوران - كميل أبو صعب - سامر كاسوحة في دور الحطيئة - علي سكر في دور ماهان - باسل حيدر - نضال الحمادي في دور هرمزان - وسيم غانم في دور الأب المسيحي - حسين عباس في دور متمم بن نويرة - إسماعيل مداح - أكرم التلاوي - محمود صوان في دور طلحة بن عبيد الله - نصر شما في دور المغيرة بن شعبة - نعمان حاج بكري في دور زيد بن الخطاب - فاضل وفائي في دور جيلينوس - رانيا الأسعد في دور ماري - يزن السيد في دور عاصم بن عمرو التميمي - تمثيل: - ميريانا معلولي في دور بنت هرقل - طلال مارديني في دور رافع بن عميرة - باسل خليل - رفيق سمعان - فراس الفقير في دور تيودور - معن دويعر - طارق سلامة في دور هيرثيما - فواز سرور في دور شرحبيل بن الحارث - دحام السطام - أحمد الشيخ - هاشم علي - وائل شريفي في دور حبيب بن زيد بن عاصم - مروان هلال - نبيل مريش - يمان الخطيب - محمد شمة - غيث جاويش - علي فايز ابراهيم - رامي عيسى - محمود المحمد - روى عن الخلفاء الراشدين: - يوسف المقبل صوت أبو بكر الصديق - مأمون الرفاعي صوت عمر بن الخطاب - عدنان عبد الجليل صوت علي بن أبي طالب |